# フーテン族 (バンド)
フーテン族（フーテンぞく）は、日本のロックンロールバンド。

## メンバー
- 山下大輝（ボーカル）
- 小杉宗太郎（ギター）
- 髙田勘吉（ギター）
- 藤野真之介（ドラムス）
- 小野寺だいき（ベース）

## 略歴
- 2021年4月結成。高円寺を中心に活動を始める。
- 2022年5月、自主製作盤「フーテン族の世界」を発表。
- 2023年3月、秩父HONKYTONKにて内田勘太郎（憂歌団）の前座を務める。
- 2023年2月、初の全国流通盤、「僕の犬/太陽が無い」を発表。
- 2023年4月、自主製作盤「フーテン族の世界」が全国全国流通開始。初回受注分には又吉直樹（ピース (お笑いコンビ)）のコメントステッカーが貼られていた。
- 2024年1月、初のワンマン公演を渋谷B.Y.Gで開催。